# Watzelsdorfer Moos
Watzelsdorfer Moos este o arie protejată (sit de importanță comunitară — SCI) din Austria întinsă pe o suprafață de 32,6 ha, integral pe uscat.

## Localizare
Centrul sitului Watzelsdorfer Moos este situat la coordonatele 46°39′29″N 14°40′38″E / 46.6581°N 14.6773°E.

## Înființare
Situl Watzelsdorfer Moos a fost declarat sit de importanță comunitară în iunie 2015 pentru a proteja 2 specii de plante și 1 specie de animale.

## Biodiversitate
Situată în ecoregiunea alpină, aria protejată conține 3 habitate naturale: Pajiști cu Molinia pe soluri calcaroase, turboase sau argilos-nămoloase (Molinion caeruleae), Mlaștini calcaroase cu Cladium mariscus și specii de Caricion davallianae, Mlaștini alcaline.
La baza desemnării sitului se află mai multe specii protejate:
- plante (2): Hamatocaulis vernicosus, moșișoare (Liparis loeselii)
- nevertebrate (1): Vertigo moulinsiana

Pe lângă speciile protejate, pe teritoriul sitului au mai fost identificate 7 specii de plante.